# مرق (کاشان)
مرق، روستایی از توابع بخش برزک شهرستان کاشان در استان اصفهان ایران است.

## زبان
گویش مردم مرق زبان زبان راژی در شاخهٔ زبان‌های ایرانی مرکزی است.

## جمعیت
این روستا در دهستان بابا افضل قرار دارد و براساس سرشماری مرکز آمار ایران در سال ۱۳۸۵، جمعیت آن ۱٬۳۰۰ نفر (۴۲۵خانوار) بوده است.

## توضیحات
مرق در ۳۵ کیلومتری غرب کاشان واقع شده است و در دامنه کوه‌های اردهال در شمال رشته کوه کرکس قرار دارد. مرق در لغتنامه دهخدا به معنای آواز کنیزکان گفته شده است. این روستا در منطقه‌ای کوهستانی قرار دارد. اهالی این روستا به شغل دامداری و کشاورزی و باغداری مشغول هستند. بقعه باباافضل الدین مرقی کاشانی حکیم و ادیب در قرون ششم و هفتم در این روستا می‌زیسته در در بلندترین نقطه منتهی‌الیه غرب روستا
در ارتفاع ۱۸۱۰ متری قرار دارد. و از بناهای عهد مغولی می‌باشد. بیشتر آب موجود در
در منتهی علیه غربی مرق و در فاصله ۹ کیلومتری از بقعه بابا افضل قله دومیر یا قله اردهال بلندترین قله کوه‌های اردهال با ارتفاع ۳۵۰۵ متر قرار دارد که دامنه پرآب آن و آبدهی چشمه‌های اشردون، سپر، لنج لواده و سارمون منجر به تشکیل رودخانه مرق گردیده است. محصولات عمده باغی این روستا به ترتیب شامل گردو، بادام، گل‌محمدی، زردآلو، گیلاس، آلوچه، سیب درختی، انگور، خرمالو، آلو، آلبالو، قیصی و شاه‌توت است. محصولات عمده زراعی روستا شامل گندم، جو، لوبیا، نخود، شبدر، یونجه و سیب‌زمینی که جنبه خود مصرفی دارد.
روستای سادیان در شرق و ورودی دره مرق قرار دارد. روستاهای اسحاق آباد در شمال و منطقه سه ده در جنوب این روستا قرار دارد
موزه مردم‌شناسی نگین مرق مجموعه ای است که در سال ۱۳۹۹ توسط آقای محسن رحیم زاده در روستای مرق ایجاد شد. این مجموعه دارای غرفه کتب درسی قدیم، قرآن‌های خطی، ابزار آلات دامداری و کشاورزی، تمبر، سکه و اسکناس قدیمی، کوره آهنگری با دم چرمی، خانه سنتی و کتاب‌های مؤلفان کاشانی است.

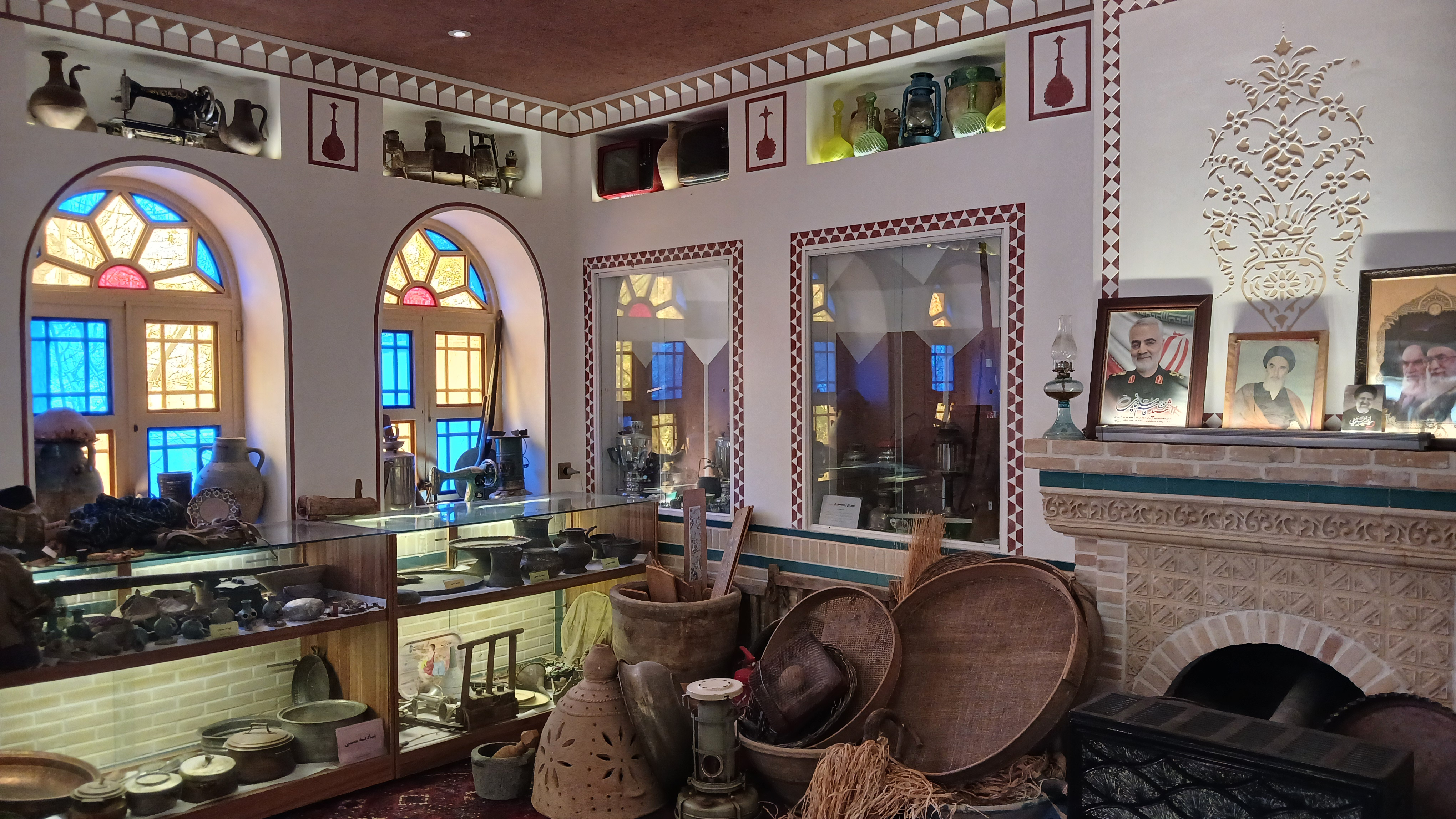
موزۀ میراث روستایی مرق که توسط آقای محسن رحیم زاده از خیرین و اهالی محترم این روستا تاسیس شده است

## نگارخانه

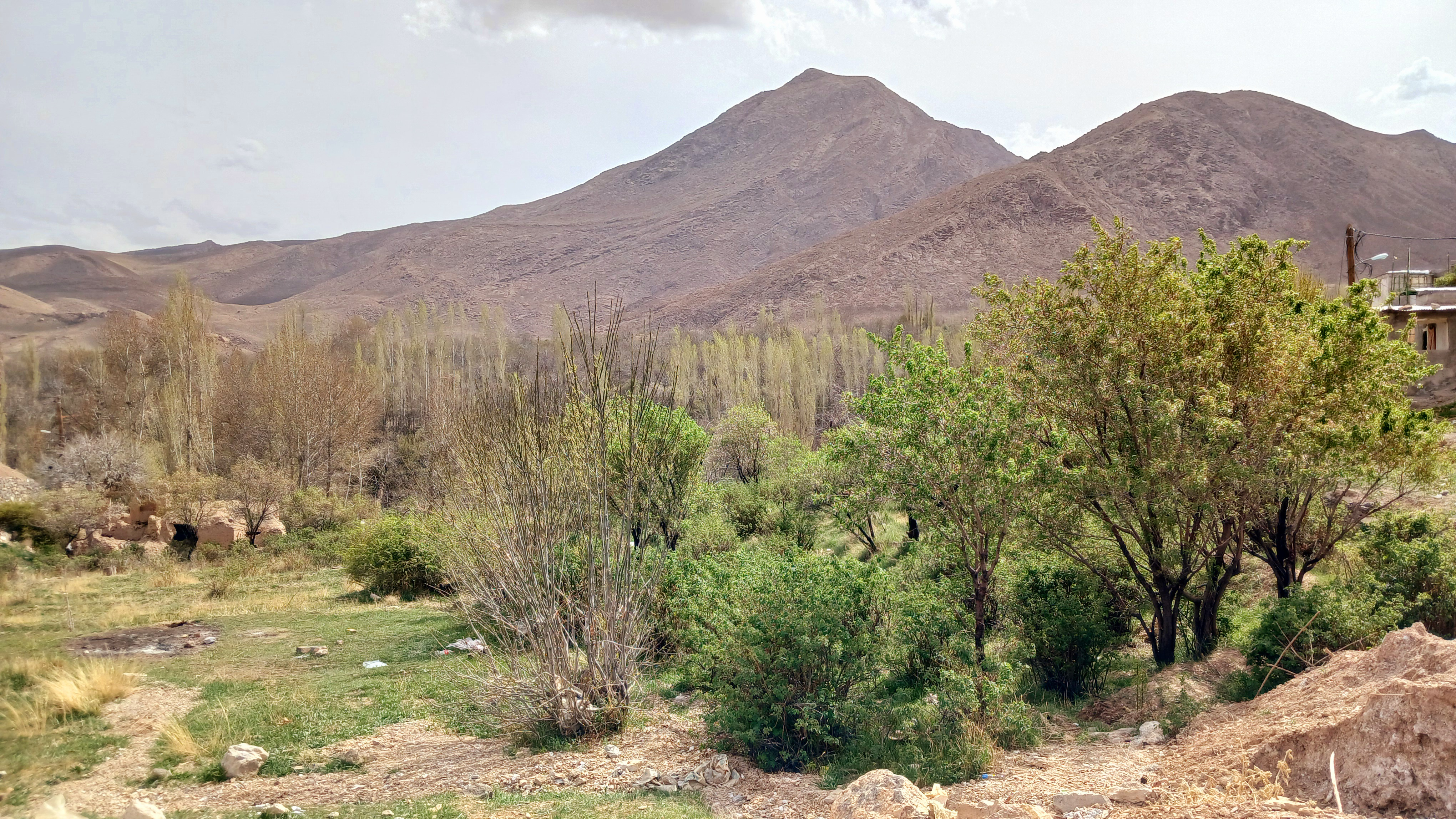
طبیعت زیبای روستا
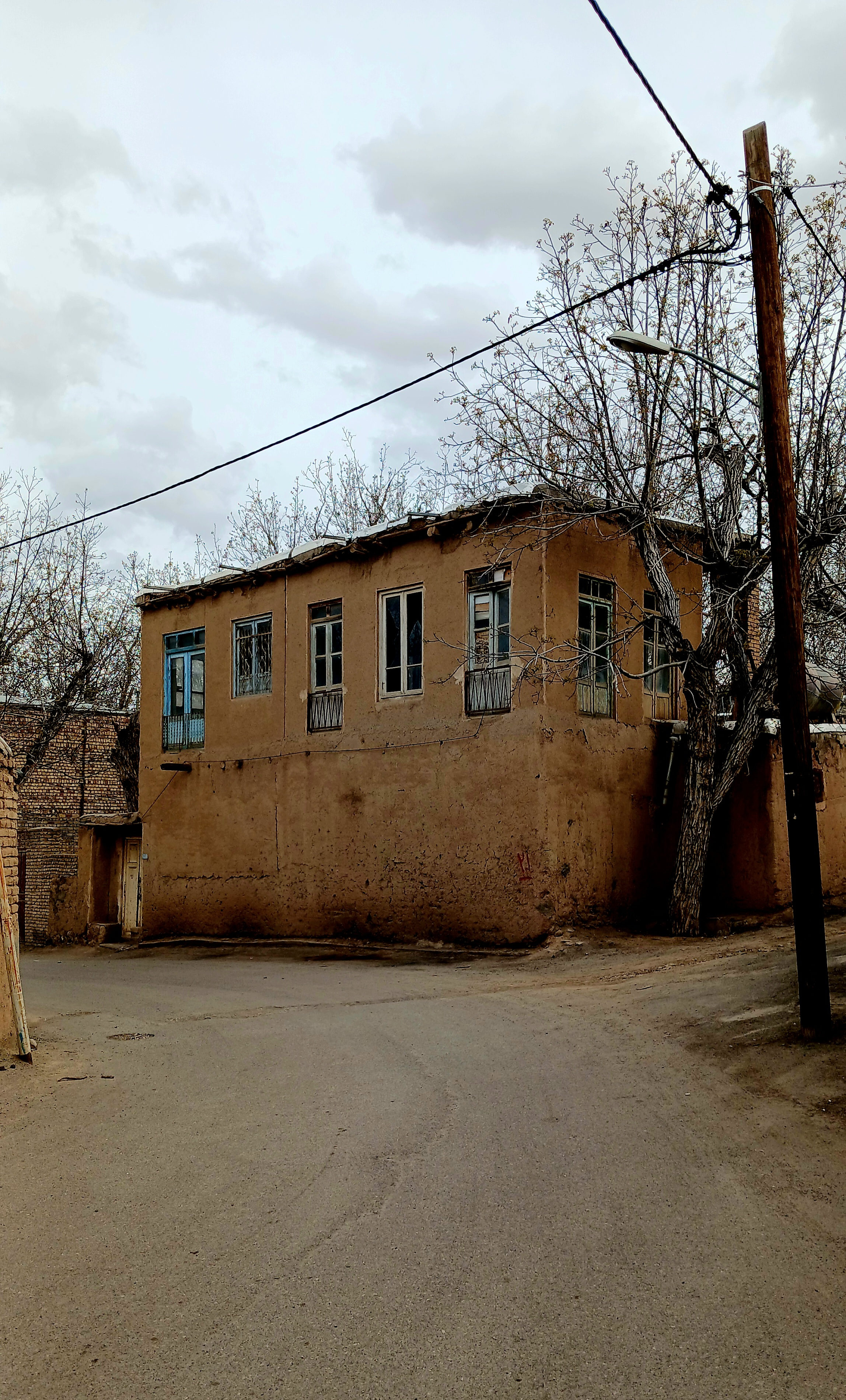
بافت قدیمی روستا
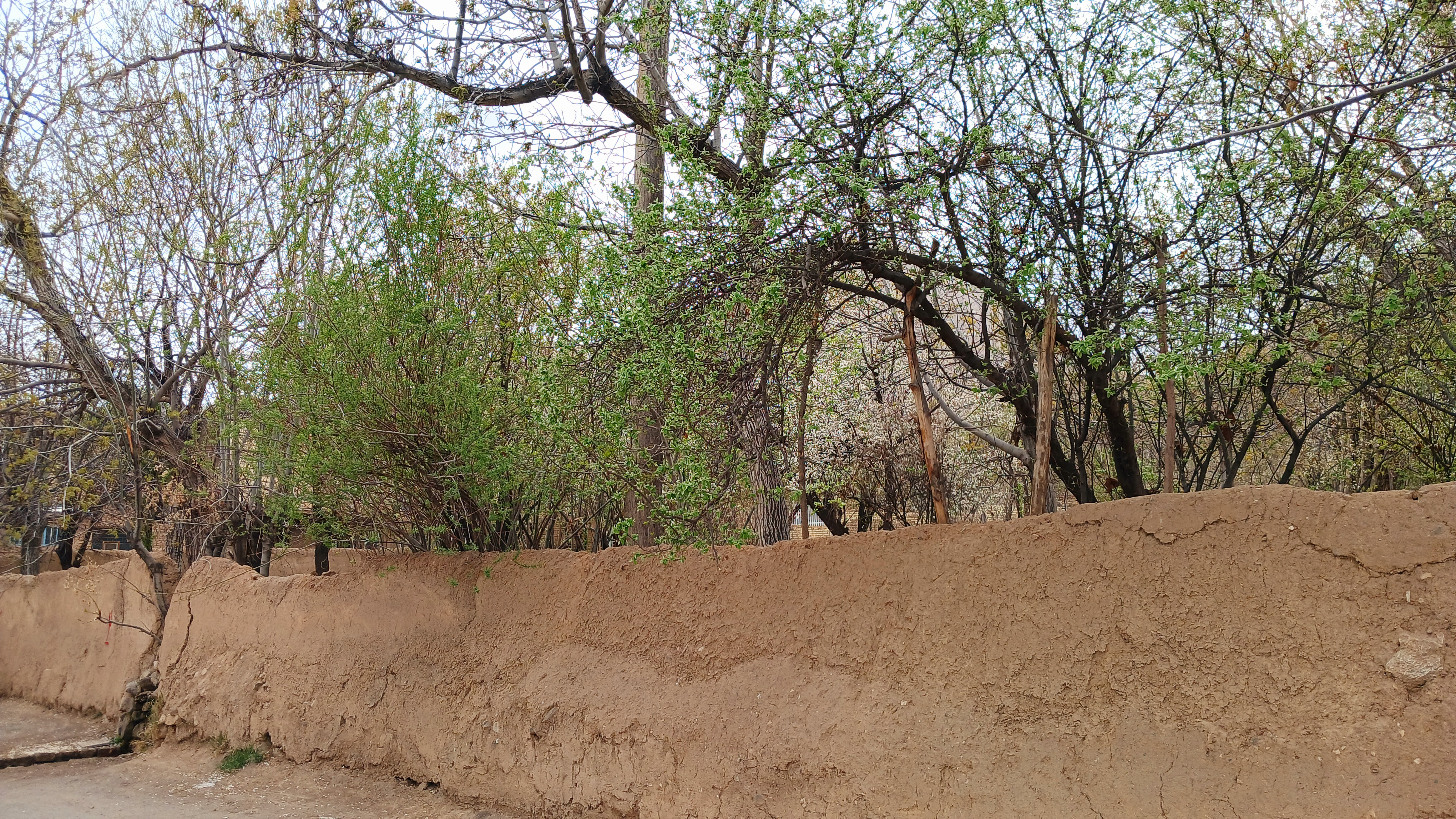
باغ های زیبای روستا
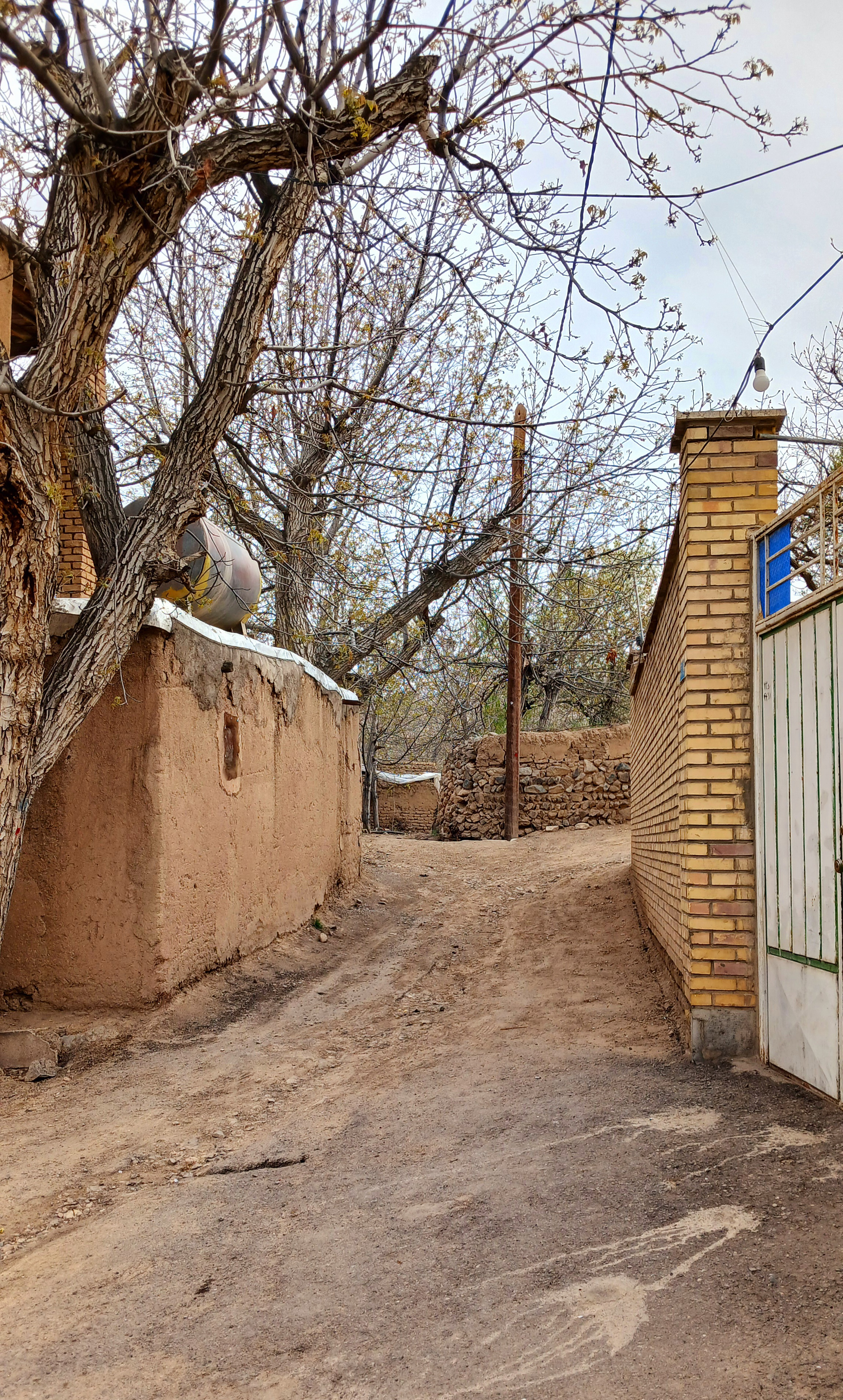
کوچه پس کوچه های روستا
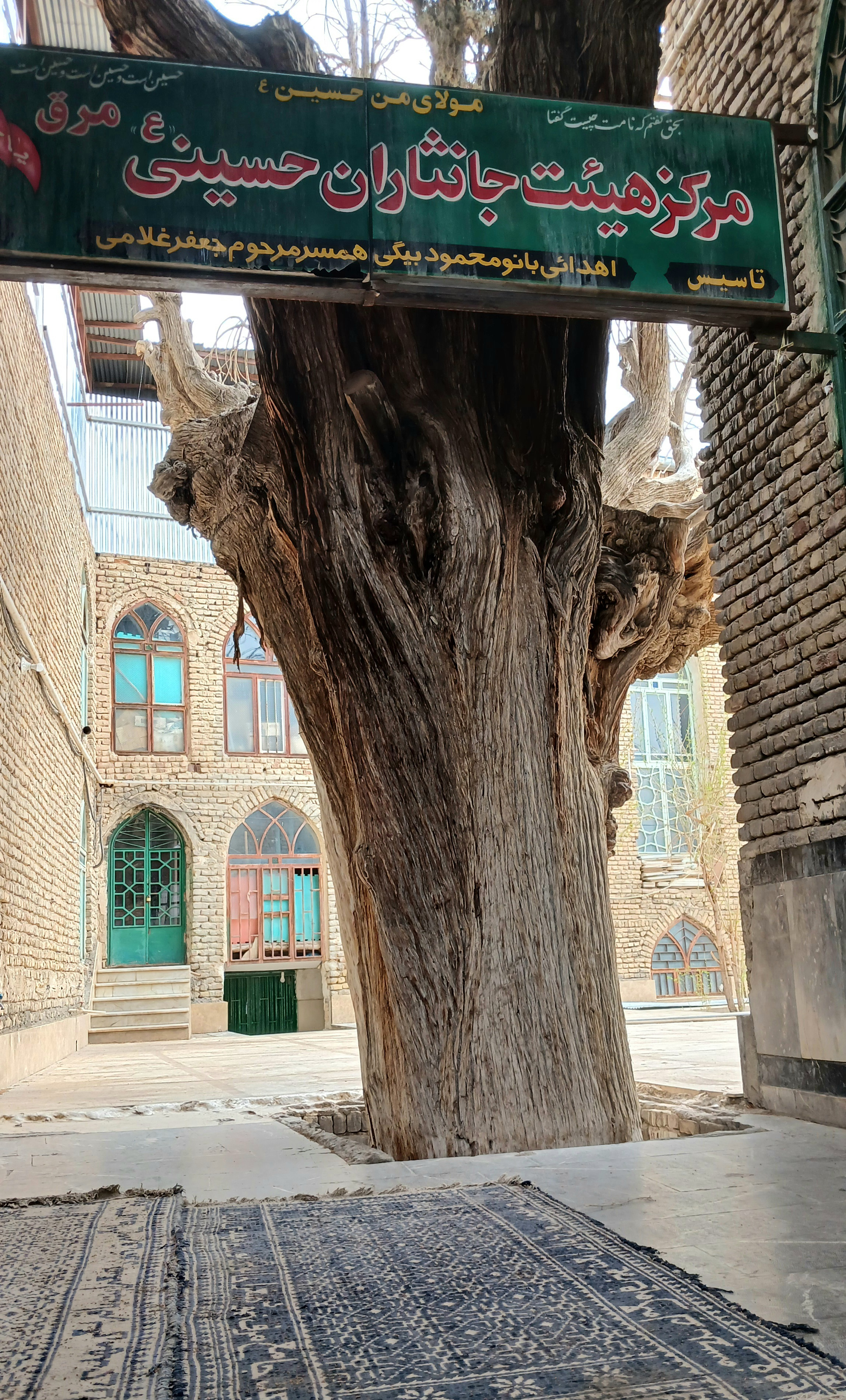
درخت سرو کهنسال روستا که داخل حیاط مسجد جامع قرار دارد